# 虎橋通駅
虎橋通駅（とらばしどおりえき）は、かつて東京都向島区（現・墨田区）に存在した東武鉄道亀戸線の駅（廃駅）。

## 歴史
- 1928年（昭和3年）4月15日 - 亀戸線の全線電化に合わせて、中間駅として亀戸水神駅・北十間駅・平井街道駅（現・東あずま駅）・小村井駅・十間橋通駅とともに開業[1]。
- 1943年（昭和18年）12月26日 - 営業休止[1]。
- 1945年（昭和20年）3月10日 - 東京大空襲により被災したため廃止[1]。

## 隣の駅
東武鉄道
亀戸線
十間橋通駅 - 虎橋通駅 - 曳舟駅